# Obrataň
Obec Obrataň (německy Wobratein) se nachází v okrese Pelhřimov v Kraji Vysočina. Žije zde 798 obyvatel. Obrataň je konečnou stanicí úzkorozchodné železniční trati Jindřichův Hradec – Obrataň. Obcí protéká Kejtovský potok, který je pravostranným přítokem řeky Trnavy.

## Historie
První písemná zmínka o vesnici pochází z roku 1365.

## Části obce
- Obrataň
- Bezděčín
- Hrobská Zahrádka
- Moudrov
- Šimpach
- Sudkův Důl
- Údolí
- Vintířov

## Pamětihodnosti
- Kostel svatého Petra a Pavla, někdy též kostel Narození Panny Marie, u již zrušeného původního hřbitova v horní (západní) části obce. Pochází z první poloviny 14. století (1384), prošel barokní přestavbou v roce 1876. Arcibiskup Arnošt z Pardubic kostelu věnoval stříbrný pozlacený kalich sázený českými granáty. Zajímavostí je samostatná stavba kostelní věže oddělené od chrámu.
- Památník obětem první světové války u obecního hřbitova, dílo sochaře Antonína Bílka, rodáka z nedalekého Chýnova.

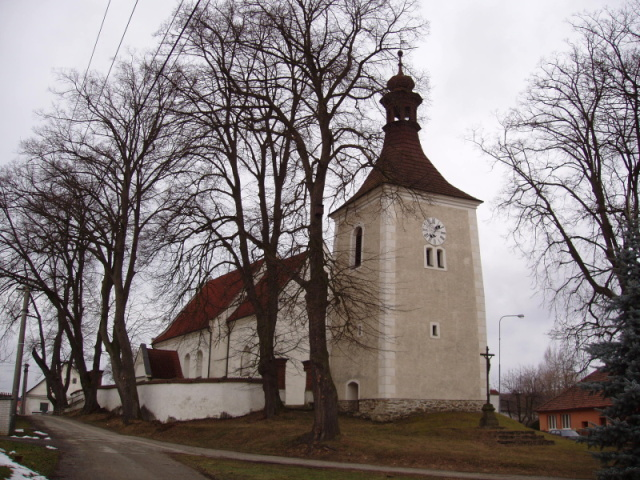
Kostel sv. Petra a Pavla se stromy
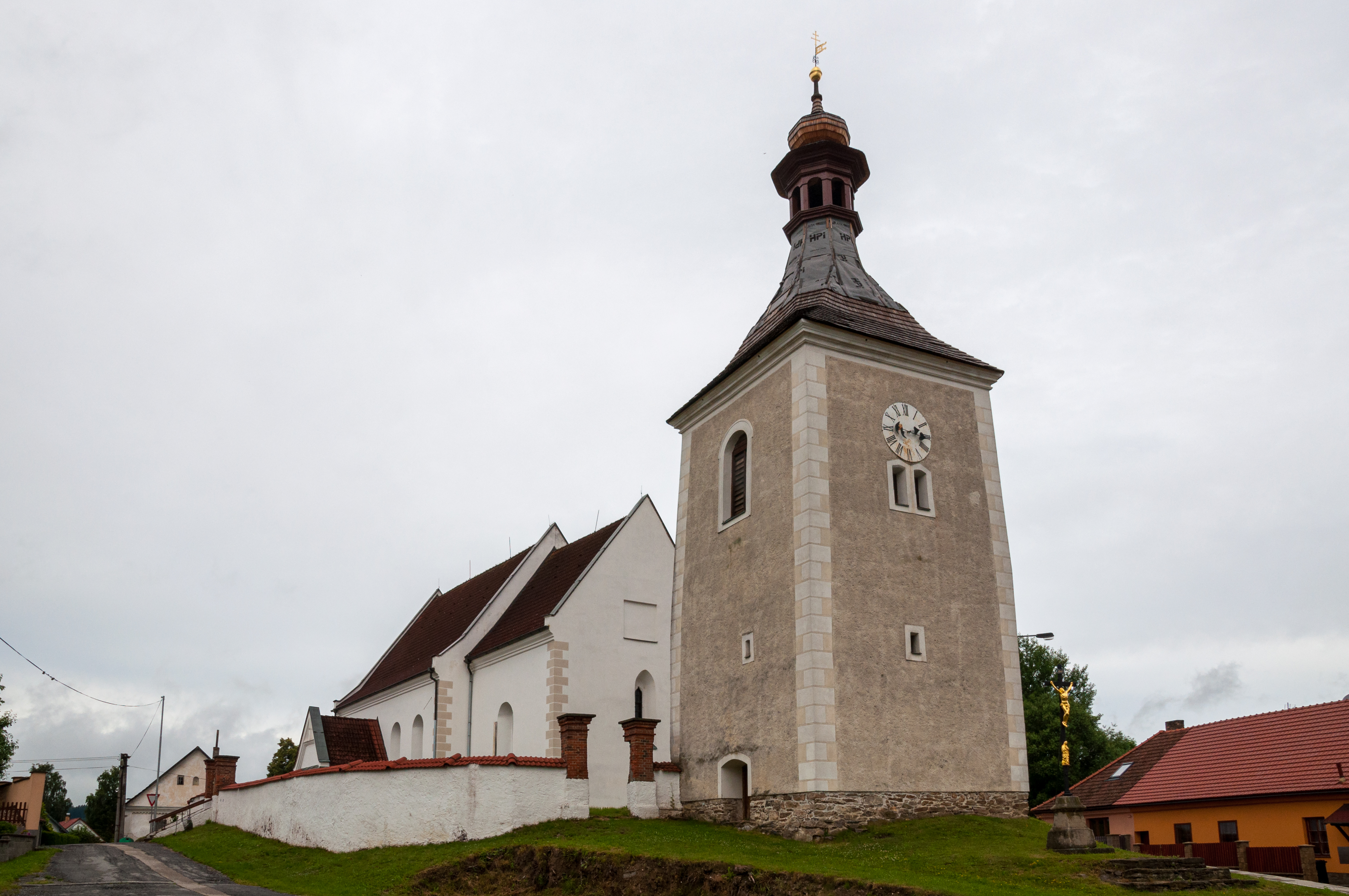
Kostel sv. Petra a Pavla nově bez stromů
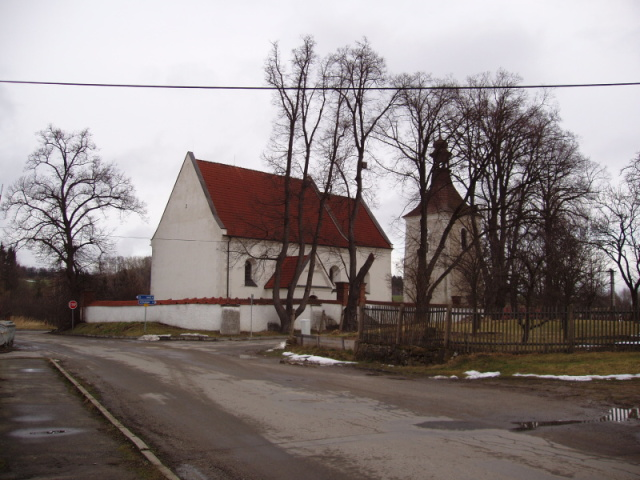
Kostel sv. Petra a Pavla
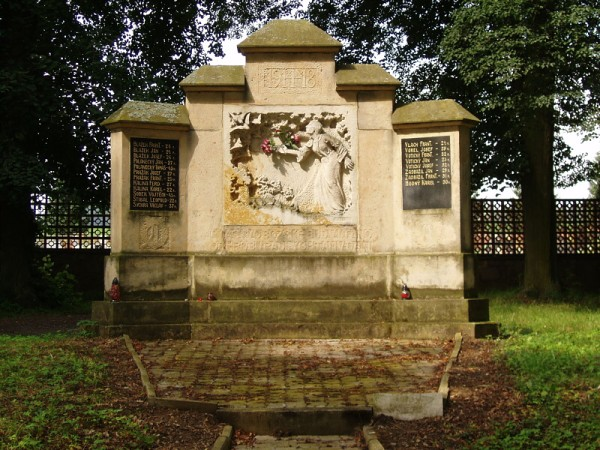
Památník obětem první světové války
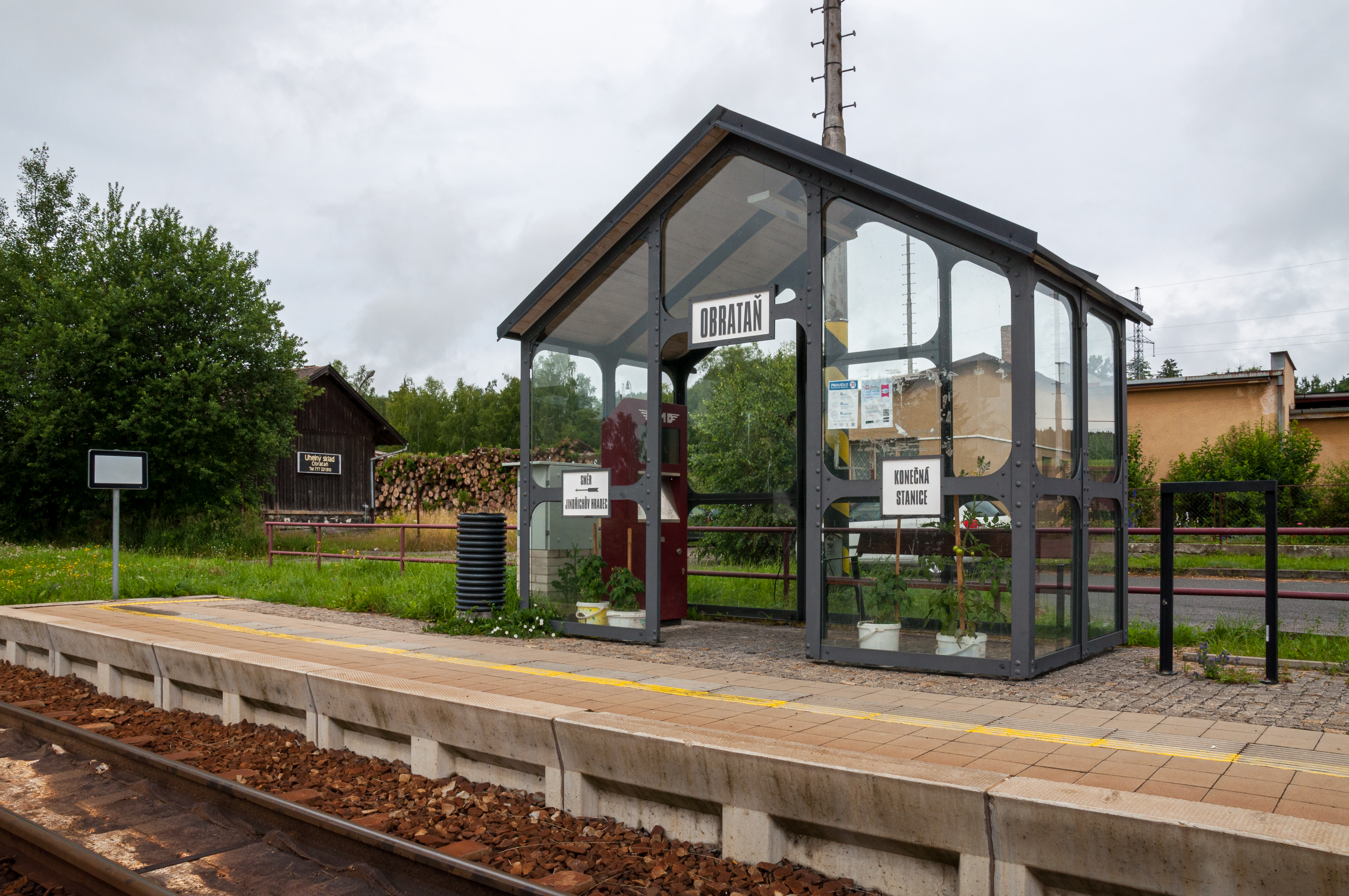
zastávka úzkokolejky

## Školství, kultura a sport
Obec zřizuje jako příspěvkovou organizaci Základní školu a mateřskou školu Obrataň. Sídlí zde také Soukromá střední škola pedagogiky a sociálních služeb, která nabízí tři maturitní obory – předškolní a mimoškolní pedagogika, sociální činnost a ekonomika a podnikání a nástavbové studium zakončené maturitní zkouškou ve dvou oborech podnikání předškolní a mimoškolní pedagogika.
Funguje zde Muzeum izolátorů a bleskojistek a knihovna. Působí zde fotbalový klub SK Obrataň.

## Osobnosti
- Josef Vizner (1896–1970), malíř